# Nintendo Land
Nintendo Land (ニンテンドーランド?, Nintendō Rando) è un videogioco party del 2012 sviluppato da Nintendo per Wii U. In Europa è stato distribuito in bundle con la console dal giorno del lancio sul mercato.
Nintendo Land presenta dodici minigiochi, ciascuno basato su un franchise di giochi Nintendo esistente come Mario e The Legend of Zelda, raffigurati come attrazioni nell'omonimo parco di divertimenti immaginario. I minigiochi sono progettati per mostrare le potenzialità di Wii U e del suo controller Wii U GamePad ai nuovi giocatori, utilizzando molte delle caratteristiche del controller, inclusi i suoi controlli touchscreen e capacità di rilevamento del movimento. Alcuni minigiochi incorporano il telecomando Wii Plus e il controller Nunchuk per schemi di controllo alternativi e supporto multiplayer.

## Modalità di gioco
Nintendo Land è una raccolta di mini-giochi basati sui precedenti successi della Nintendo che hanno lo stesso scopo che Wii Sports aveva per il Wii: aiutare il giocatore a imparare ad usare il Wii U GamePad al meglio. In tre di questi giochi si potrà scegliere di giocare da solo o con amici (The Legend of Zelda: Battle Quest, Metroid Blast e Pikmin Adventure), tre sono giocabili necessariamente con altre persone (La casa infestata di Luigi, Animal Crossing: il giorno più dolce e Sulle orme di Mario) e i restanti sei sono principalmente per un giocatore ed eventualmente un'altra persona può intervenire usando il Wii Remote per aiutare il giocatore principale (Il pericoloso percorso di Donkey Kong, La fruttosa raccolta di Yoshi, La danza del polpo, Il castello ninja di Takamaru, Il circuito mozzafiato di Captain Falcon e Sulle ali del vento), come nella modalità multigiocatore di Super Mario Galaxy e Super Mario Galaxy 2.
La voce di Monita qui è di un sistema text-to-speech ideato da Nintendo stessa in Giappone nel 2009 per Tomodachi Collection e in Occidente per questo gioco e riutilizzato in vari giochi come Wii Party U e Tomodachi Life.

## Mini-giochi

### Giocabili esclusivamente in multiplayer
- La casa infestata di Luigi: Ambientato in un piccolo labirinto, il giocatore con il gamepad impersona un fantasma ed è invisibile agli altri giocatori, i "cacciatori" (che possono rivelarne la presenza solo tramite la luce di una torcia o grazie ad altre fonti di luce, come un fulmine), i quali utilizzano il telecomando Wii e guardano la tv. Il fantasma deve toccare tutti gli altri giocatori per vincere, mentre i cacciatori, puntando la torcia verso il fantasma, fanno perdere energia ad esso e quando arriva a 0 ha perso.
- Sulle orme di Mario: Il giocatore col gamepad (travestito da Mario) deve fuggire dagli altri giocatori (travestiti da Toad) all'interno di un labirinto e deve cercare di non farsi toccare fino allo scadere del tempo. Il giocatore che impersona Mario vede sul Gamepad la posizione dei suoi inseguitori sulla mappa, mentre gli altri giocatori seguono l'azione sullo schermo tramite split-screen e devono coordinarsi per circondare Mario e acchiapparlo. In caso ci fosse un unico inseguitore, viene aiutato nella ricerca da due Yoshi meccanici, che possono colpire Mario e bloccarlo per qualche secondo, ma non sono in grado di prenderlo e vincere il gioco.
- Animal Crossing: il giorno più dolce: Il giocatore col gamepad controlla contemporaneamente le due guardie cittadine di Animal Crossing utilizzando i due stick analogici e deve impedire agli altri giocatori (travestiti da animali) di raccogliere le caramelle sparse nel villaggio e portarle alla propria base. Gli animali possono trasportare più caramelle alla volta, ma con l'aumentare delle caramelle trasportate diminuisce la velocità del personaggio.

### Giocabili da soli o in multiplayer
- The Legend of Zelda: Battle Quest: I giocatori, travestiti da Link, percorrono dei percorsi predefiniti, sconfiggendo i nemici e colpendo degli interruttori per aprire le porte. Il personaggio cammina automaticamente (come in uno sparatutto su binari) e i giocatori si limitano a colpire i nemici o gli interruttori, con la differenza che chi ha il wii-remote utilizza una spada, mentre il giocatore col Gamepad impugna un arco e utilizza lo schermo aggiuntivo per mirare. È possibile anche colpire dei vasi in cerca di monete oppure delle galline volanti per ottenere dei cuori che ripristinano l'energia persa. I giocatori condividono la stessa barra di energia, quindi sono spinti a proteggersi a vicenda. Alla fine di ogni livello è presente lo scontro con un boss.
- Metroid Blast: Il giocatore col gamepad controlla il proprio Mii, che è seduto su una navicella spaziale, mentre i giocatori col telecomando Wii sono a piedi. Lavorando in squadra, devono distruggere tutti i nemici del livello sparando con dei laser o lanciando bombe. I giocatori a piedi possono anche agganciarsi alla navicella del giocatore 1 e sparare dall'aria.
- Pikmin Adventure: Il giocatore col gamepad impersona il capitano spaziale Olimar, che ha il potere di lanciare i Pikmin dove lui tocca. Gli altri impersonano dei Pikmin, che possono attaccare con il fiore che hanno in testa, il quale si potenzierà e crescerà avanzando di livello. Il gioco consiste nello sconfiggere i nemici che ti intralciano il cammino ed arrivare in tempo all'astronave di Olimar.

### Giocabili da soli
- Il pericoloso percorso di Donkey Kong: Il giocatore con il gamepad deve inclinarlo per far muovere un veicolo a molle fino ad arrivare al traguardo.
- La fruttosa raccolta di Yoshi: Il giocatore utilizza il gamepad per tracciare un percorso di frutti visibili soltanto sullo schermo della TV.
- La danza del polpo: Il giocatore comanda il proprio Mii muovendo il gamepad oppure gli stick destro-sinistro cercando di riprodurre i movimenti del proprio trainer.
- Il castello ninja di Takamaru: Il giocatore è un Ninja che deve sconfiggere i nemici col gamepad usato per lanciare le stellette colpendo i nemici in movimento.
- Il circuito mozzafiato di Captain Falcon: Remake del gioco di Captain Falcon, il giocatore deve tenere il gamepad in verticale inclinandolo a destra o sinistra per girare il veicolo guidato dal proprio Mii.
- Sulle ali del vento: Il giocatore muove il proprio Mii sospeso in aria da dei palloncini. Il vento utilizzato per muovere il personaggio è creato dal movimento dello stilo sul touch screen del gamepad.

## Accoglienza
| Testata                    | Giudizio |
| -------------------------- | -------- |
| GameRankings (media al)    | 78%      |
| Metacritic (media al)      | 77/100   |
| 1UP.com                    | B+       |
| 4Players.de                | 66/100   |
| Destructoid                | 7/10     |
| Edge                       | 7/10     |
| Electronic Gaming Monthly  | 6,5/10   |
| Eurogamer                  | 8/10     |
| Game Informer              | 7/10     |
| Game Revolution            | 4/5      |
| GameSpot                   | 8/10     |
| GamesRadar+                | 3,5/5    |
| GamesTM                    | 7/10     |
| GameTrailers               | 6,9/10   |
| Giant Bomb                 | 4/5      |
| Hyper                      | 70/100   |
| IGN                        | 8,7/10   |
| Joystiq                    | 4/5      |
| Nintendo Life              | 9/10     |
| Nintendo World Report      | 8,5/10   |
| Official Nintendo Magazine | 90%      |
| Polygon                    | 8/10     |
| VideoGamesZone             | 7/10     |
| VideoGamer                 | 6/10     |

Il gioco ha ricevuto recensioni positive da parte della critica, che ne ha lodato la sua atmosfera festosa e le sue attrazioni, in particolare il modo in cui sono sviluppate e costruite. Ha ricevuto però alcune critiche per il fatto di mostrare semplicemente le capacità del Wii U GamePad. IGN ha elogiato il gioco per aver rivelato le capacità di Wii U, il suo gameplay, la sua grafica dettagliata e HD e affermando che "Wii Sports ha incontrato il suo rivale".

### Vendite
A marzo 2014, il gioco aveva venduto 3,09 milioni di copie e a dicembre 2014 aveva venduto 4,44 milioni di unità in tutto il mondo. Al 31 marzo 2020, il gioco aveva venduto 5,20 milioni di copie.